# Ядамжавын Цэвэл
Ядамжавын Цэвэл (30 июля 1902 — 17 августа 1984, Улан-Батор) — монгольский лингвист, деятель образования Монгольской народной республики.

## Биография
Цэвэл родился 30 июля 1902 года в семье шабинаров Чин-Сузэгт-номунхан-хутухты в местности Талын-Толгой на территории современного сомона Галуут аймака Баянхонгор во Внешней Монголии. В 1910 году поступил учеником в монастырь Мандалын-хурэ. В 1915 году начал учиться в основанной Чин-Сузэгт-хутухтой школе. С 1917 года работал в шабинской канцелярии хутухты сначала помощником писаря, затем писарем, в 1923 году — писарем и счетоводом при народном правительстве, с 1924 года помощником представителя правительства в Цэцэрлэг-Мандальском аймаке, с 1926 года возглавил отдел народного образования в министерстве народного просвещения, а также стал заместителем министра и секретарём комиссии, организующей обучение молодёжи за рубежом. В 1929 году стал членом первого в стране общества писателей. Начиная с 1929 года работал в Учкоме, госархиве, возглавлял мастерскую библиотеки, был научным работником, старшим научным сотрудником. В 1978 году вышел на пенсию.
В 1926—1930 годах преподавал в студучилище, училище переподготовки учителей, в юридическо-административном училище, на курсах бухгалтеров, в 1934/1937 году на курсах метеорологов, курсах финансистов, в 1938 году на курсах подготовки научных работников, в 1941 году участвовал в комиссии по организации Монгольского госуниверситета, в 1943 году — в училище переподготовки военных командиров, в 1960—1961 годах преподавал на курсах библиотекарей. Он читал курсы монгольского языка, истории монгольского права, административной деятельности. В 1943 году стал членкором Учёного комитета, в 1946 году — его действительным членом, в 1951 году — избран ведущим членом.

## Награды
- 1936: правительственное удостоверение;
- 1943: почётный сертификат совмина;
- 1944: Орден Трудового Красного знамени;
- 1946: Почётная трудовая медаль, медаль в честь 25-й годовщины революции, медаль «Бид ялав»;
- 1951: Орден Полярной звезды, медаль в честь 40-й годовщины революции;
- 1961: Орден Полярной звезды;
- 1967: диплом третьей степени за «Краткий толковый словарь монгольского языка» на Московской международной книжной выставке.